# العلاقات العامة الإلكترونية
العلاقات العامة الإلكترونية أو الرقمية Online-PR هي استخدام وسائل الإعلام المختلفة على الإنترنت لصنع ومشاركة محتوى عن المؤسسة أو الشخص، والوصول للجمهور المستهدف والتواصل معه عن طريق الإعلام الإلكتروني، أي أنها بناء وإدارة سمعة المؤسسة، وهذا لأن تشكيل الصورة الصحيحة للمؤسسة في عقل الناس يعتبر أمر هام جدًا في توصيل الماركة أو المؤسسة لهوية متميزة ورائدة.

## ظهور العلاقات العامة الإلكترونية:[2]
أتت أهمية شبكة الإنترنت من تلك التطورات السريعة التي تشهدها سواء في خصائصها الفنية كوسيلة اتصال، أو في عدد مستخدميها. فقد زاد عدد مواقع الإنترنت من 50 موقعًا فقط عام 1991 إلى 74 ألف موقع عام 1994، وبلغ هذا العدد 200 مليون موقع وصفحة ويب على محركات البحث المختلفة عام 1997. ولهذا قدّر الباحثون الوقت الذي تتضاعف فيه شبكة الإنترنت بـ 11 شهرًا، وعند مقارنة هذا بوسائل الاتصال الأخرى فنجد أن الراديو أخذ وقتًا من 40 إلى 50 عامًا ليبلغ عدد مستمعيه 50 مليونًا، وأخذ التليفزيون 10 سنوات ليصل عدد مشاهديه لنفس الرقم، فنجد أن الإنترنت كوسيلة اتصال تجاوز عدد مستخدميها رقم الخمسين مليون في مدة لم تتجاوز 4 سنوات منذ ظهورها، بس إن هذا الرقم تجاوز 707 مليون مستخدم في جميع أنحاء العالم مع بداية عام 2001.
ولهذا كان من الضروري للعلاقات العامة أن تتطور، وأن تتجه لاستغلال الانترنت كوسيلة للوصول للناس وتلبية احتياجات عملائها، وإن قلَّ انتشار استخدامها في البلاد العربية إلا أن بعض المبادرات الحديثة جاءت لنشر مفهومها، ومن أبرز هذه المبادرات تلك التي قامت بها شركة sPRk للعلاقات العامة والتي تعد من أولى الشركات التي تهتم بالعلاقات العامة الألكترونية في مصر، حيث قامت بعمل مجلة إلكترونية تشرح العلاقات العامة بالعربي -بالعربيPR- وتصب تركيزها على مفهوم العلاقات العامة الإلكترونية وكل ما يخصها، هذا بالإضافة لإطلاقهم لحملة اضغط علاقات عامة -Click PR- التي تسعى لتسهيل عملية الحصول على خدمات العلاقات العامة الإلكترونية، فكل ما عليك هو أن تسجل ما تريد لتحصل على خدمات العلاقات العامة التي تريد.

## أهداف العلاقات العامة الإلكترونية:[3]
تعمل العلاقات العامة الإلكترونية أو الرقمية على تنبيه الناس بوجود المؤسسة أو الشخص في حياة الأعمال، ولكنها تستهدف وتُأثر على الجمهور ذو التواجد الإلكتروني الكبير، فهي تسعى لجعل المعلومات عنهم متاحة وتسهل الوصول للمؤسسة أو الشخص، كما أنها تسعى لتصدير الصورة الإيجابية عنهم وتعمل كمزيل لأي شوائب قد تمس صورتهم، هذا لتحمي المؤسسة أو الشخص ككيان وتوفر لهم التقبل المناسب عند جمهورهم المستهدف ليحققوا النتائج المرجوة، كما أنها ستنشر الصورة الإيجابية عن الشركة ليرغب كلًا من المستثمرين والأفراد في أن يكونوا جزءً منها، فتهدف العلاقات العامة لتحسين الصورة وحماية المؤسسة في الأزمات، وخلق الوعي العام عن المؤسسة وما تقدمه، كما أنها حلقة الوصل بين المؤسسة والجمهور والمؤسسات الأخرى، وتعمل على أن تبني وتنمّي مصداقية الشركة عند جمهورها.
حيث تشتمل اهدافها على استهداف وسائل الإعلام الإلكتروني المؤثرة، والتأثير على الجمهور المستهدف من خلال أماكن تواجدهم مثل: المدونات،  والمنتديات، والمجلات الإلكترونية، والمواقع الإخبارية، ومواقع التواصل الإجتماعي، وأماكن المناقشات.
وكذلك مراقبة وادارة وحماية سمعة المؤسسة حيث تدير وجودها عبر منصات التواصل، وتجعل التركيز على صورة الهوية التي ترغب الشركة أو المؤسسة أو الفرد في تنصيبها، كما تُقرّب الشركة من الجمهور المستهدف بمعنى أنها تقرّب هذا الكيان من الناس وتبعده عن جموده الرسمي. كما أنها مختصة بنقل أخبار المؤسسة للعالم، وتجعلها سهلة الوصول إليها.

## أدوات العلاقات العامة
1- تستخدم العلاقات العامة الإلكترونية أدوات وتقنيات تكنولوجية حديثة، مثل تحسين محركات البحث «تحسين محركات البحث».
2- وكذلك التواصل مع الناس من خلال المنتديات والمدونات ومواقع التواصل الإجتماعي.
3- وصناعة الوسائط المتعددة كالفيديوهات والمواد المسموعة، ونشر الإصدارات الإعلامية المختلفة، والتواصل مع المؤثرين الرئيسيّن على سوق الشركة المستهدف.
4- الإنترنت يلعب دورًا هامًا بأدواته المتعددة في تعرف دوائر العلاقات العامة على اتجاهات الجمهور الداخلي والخارجي للمؤسسة بطرق متعددة، مثل خدمات البريد الإلكتروني أو المواقع الإلكترونية أو عبر مواقع التواصل الاجتماعي.
5- كما تعتمد على المراسلات الإلكترونية أو على النشر على موقع المؤسسة أو النشرات الإخبارية الإلكترونية الدورية وغيرها في إيصال المعلومة الصحيحة للجمهور المستهدف بشرائحه المختلفة،
6- كسر حواجز الجنسيات المختلفة من خلال إمكانية الوصول لها عن طريق اللغات المتعددة، حيث يعد الانترنت مصدرا خصبا وداعما للعلاقات العامة في المؤسسة يمكن الاعتماد عليه في توفير معلومات واحصاءات وغير ذلك مما يلزم لتجهيز أي مواد اعلامية أو مطبوعات أو تصاميم أو التنسيق للفعاليات والانشطة المختلفة.
7- تعتمد العلاقات العامة الإلكترونية على الأبحاث واستطلاعات الرأي وتقييمات الناس وانطباعاتهم عن المؤسسة في توقع الأزمات واقتراح الحلول المبتكرة لحلها، وتدعيم دور المؤسسة عند الجمهور.
8- تعمل على توعية المؤسسة بدورها الاجتماعي «CSR» وهو التزام شركات ومؤسسات القطاع الخاص تاجاه تحقيق التنمية المستدامة، والذي يتم بالعمل المشترك مع المجتمعات المحلية، مثل المبادرات لخفض انبعاثات غاز ثاني أكسيد الكربون، وتطوير القرى، وحماية الأرض من الاحتباس الحراري، وغيرها من الأعمال الإجتماعية المختلفة التي تهدف لتحقيق التناسق والانسجام بين الشركة والمجتمع، والترابط بين التنمية والبيئة بغرض حماية الأنظمة البيئية. وتعرف (مفوضية الاتحاد الأوروبي) مصطلح المسؤولية الإجتماعية بإنه “دمج الشركات للقضايا الاجتماعية والبيئية ذات الاهتمام ضمن عملياتها التجارية، وفي تفاعلها مع مالكي حصصها وذلك بشكل طوعي“
9- تصميم الأحداث أو الفعاليات على الانترنت بشكل مبتكر لجذب اهتمام الجمهور المستهدف للشركة، فمثلًا قامت Victoria secret عام 1999 بنقل عرض أزياء على الانترنت بشكل حصري، حيث قامت بالإعلان عن هذا الحدث في جريدة نيويورك تايمز ومباريات السوبر بول وأجهزة إعلامية أخرى، حيث جذب الحدث 1.2 مليون زائر أي ما يعادل 82% زيادة في عدد زوار الموقع. ولا زالت الشركة تقوم بذلك حتى 2001 ثم بدأت بنقل العرض على وتفرد الموقع بالمواضيع المهمة الأخرى.